# Mount Beenak
Mount Beenak är ett berg i Australien. Det ligger i regionen Yarra Ranges och delstaten Victoria, omkring 65 kilometer öster om delstatshuvudstaden Melbourne. Toppen på Mount Beenak är 740 meter över havet, eller 194 meter över den omgivande terrängen. Bredden vid basen är 3,5 km.
Närmaste större samhälle är Cockatoo, omkring 19 kilometer väster om Mount Beenak. 
I omgivningarna runt Mount Beenak växer i huvudsak städsegrön lövskog. Runt Mount Beenak är det glesbefolkat, med 17 invånare per kvadratkilometer. Genomsnittlig årsnederbörd är 1 391 millimeter. Den regnigaste månaden är juni, med i genomsnitt 161 mm nederbörd, och den torraste är januari, med 57 mm nederbörd.